# École nationale supérieure de technologie (Alger)
 (novembre 2021).
L'École Nationale Supérieure de Technologie, connue sous le sigle ENST, est un établissement d'enseignement supérieur algérien visant à former des cadres dans divers domaines sous l'aspect industriel.
L'ENST l'une des écoles préparatoires en Algérie, elle a l'habilité de délivrer des diplômes d'ingénieur d'état.
Après y avoir étudié 2 ans en classes préparatoires, l'étudiant devra passer le concours d'accès au second cycle qui regroupe l'ensemble des 12 écoles préparatoires en sciences et technologies en Algérie (comme enp (polytech), essa, enstp, enpo…).
Avec les résultats du concours, un classement national sera mis en œuvre et l'étudiant sera réparti à une des 12 écoles suivant se classement et la liste de vœux qu'il a remplie auparavant.
L'école est dissoute en novembre 2022.

## Histoire
L'ENST a été créée par décret exécutif no 09-20 du 23 Moharram 1430 correspondant au 20 janvier 2009 portant création de l'école nationale supérieure de technologie, elle a ouvert ses portes en septembre 2009 avec un effectif de 200 bacheliers.
L'école est dissoute le 21 novembre 2022 dans le contexte de la création de l'école nationale supérieure des technologies avancées.

## Situation

### Ancien siège
Depuis sa création, l'ENST se situait à l'ex CT siège DG SNVI Route Nationale No 5 sur la zone industrielle de la commune de Rouiba à l'Est de la wilaya d'Alger, ce siège permettait aux étudiants de mieux se familiariser avec le milieu industriel grâce aux industries qui les entouraient et aux TP qui se faisaient au sein de leurs ateliers.

### Siège actuel
Avec la croissance du nombre des étudiants, l'ENST prend comme nouveau siège l'Ex Centre Biomédical de Dergana toujours à l'Est d'Alger, 

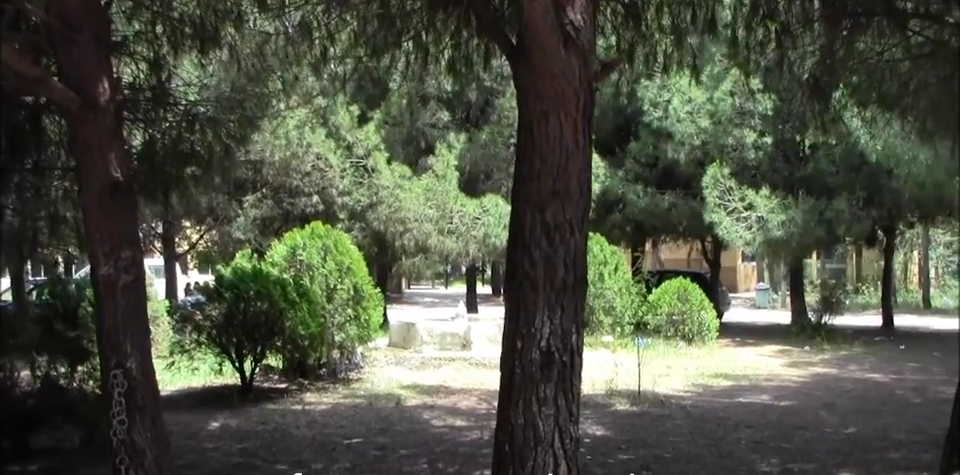
Siège actuel de l'ENST (Dergana ex-centre biomédical)

. Ce siège se trouve à proximité de la ville de Dergana, ce qui le rend meilleur que celui de la zone industrielle pour ce qui est réponse aux divers besoins des étudiants (transport, loisirs…).

## Missions de l'école
L'ENST a pour mission de :
- Former des diplômés spécialement destinés au milieu industriel[4], vu la formation qu'elle offre, et de la licence concédée (Licence professionnelle).

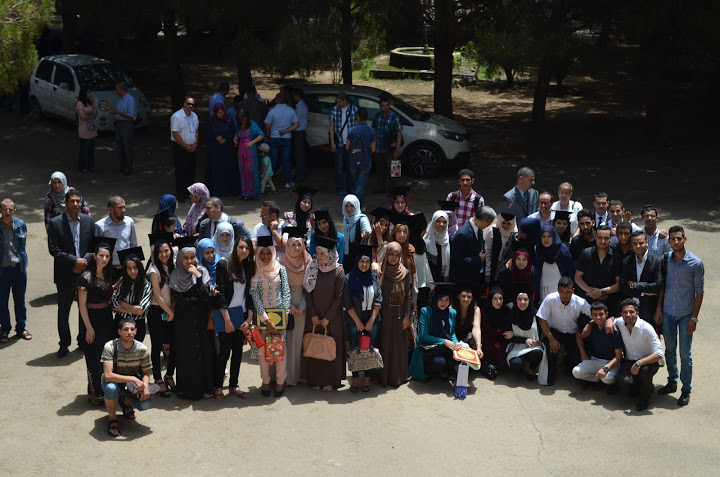
Les diplômés de l'année 2015/2016

- Former des cadres intermédiaires et supérieurs en activité en réponse aux besoins des entreprises et notamment des PMI-PME.
- Conduire des activités de recherche et d'innovation technologiques et développer une activité de recherche technologique sur contrats avec l'industrie essentiellement.
- Assurer un accompagnement à la création des entreprises par une activité d’incubation d’entreprises nouvelles.

## Diplômes et formations
[ Le système LMD n'ait plus d'actualité, désormais, c'est une école préparatoire en science et technologie. ]
L'ENST a adopté depuis sa création le système LMD (qui a pris fin en 2017), elle offre à ses étudiants plusieurs niveaux de formation, dont :
- BAC + 3 : Technicien (Licence professionnelle[5])
- BAC + 5 : Master II (Équivalent d'Ingénieur d'État)

L'école propose dès le tronc commun des stages dans différentes entreprises au choix (Sonelgaz, SNVI, SNTF, Algérie Télécom…) allant de 5 jours à 1 mois, selon le niveau de formation.

### Licence
L'ENST présente 4 filières dès le niveau L2, puis une ou plusieurs spécialités en L3, elle est la seule école algérienne à présenter une formation en Logistique
GMP : Génie Mécanique et Productique
- Conception de Produits Industriels
- Méthodes et Productique

GEII : Génie Électrique et Informatique Industrielle
- Télécommunications
- Réseaux Locaux Industriels
- Automatismes et Systèmes

GIM : Génie Industriel et Maintenance
- Maintenance Industrielle
- Maintenance des véhicules ferrés
- Maintenance des véhicules terrestres

GLT : Génie Logistique et Transport
- Logistique et Transport

### Master
Offres de formations du second cycle à l'ENST :
GMP :
- Ingénierie des systèmes mécaniques

GEII :
- Gestion d’infrastructures pour le transport
- Systèmes embarqués

GMI :
- Management et ingénierie de la maintenance industrielle

GLT :
- Génie logistique et transport

## Activités scientifiques et culturelles
Les étudiants, étant venus de plusieurs coins du pays, partagent leurs cultures et connaissances à travers des activités qu'ils organisent eux-mêmes et visent à toujours forcer leurs liens de fraternité et les relations d’entraide, ils participent aussi aux compétitions scientifiques sur le territoire national.

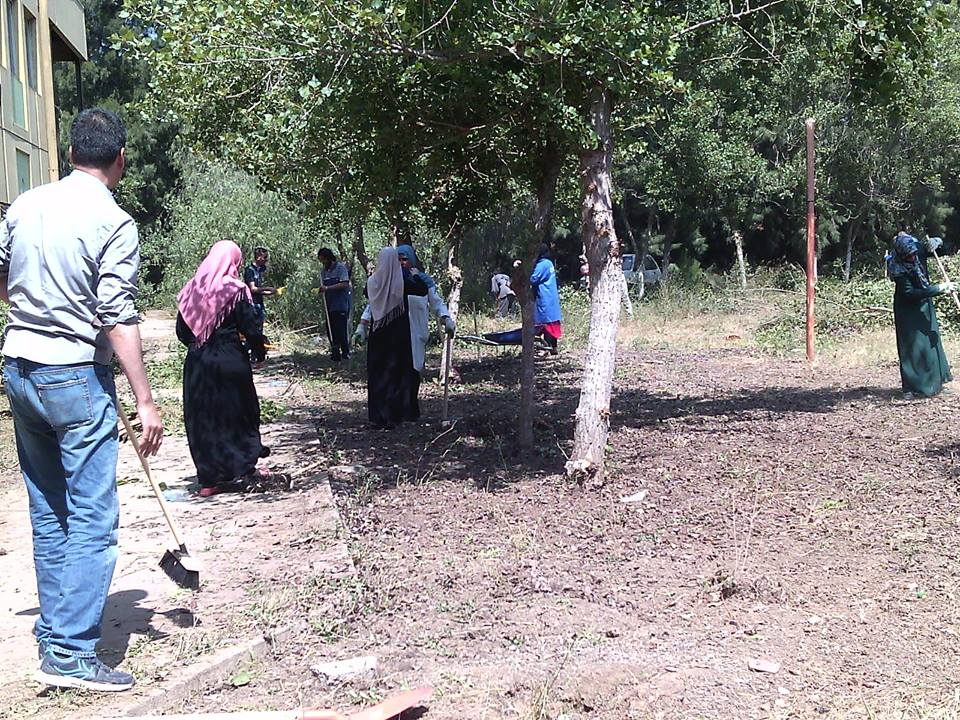
Opération de nettoyage faite par le personnel et les étudiants pour honorer les agentes d'hygiène.

En 2016, l'ENST a créé son premier club scientifique à la demande de ces étudiants qui l'ont nommé Ensteins (contient le sigle de l'école et précise qu'ils forment "1" en allemand).

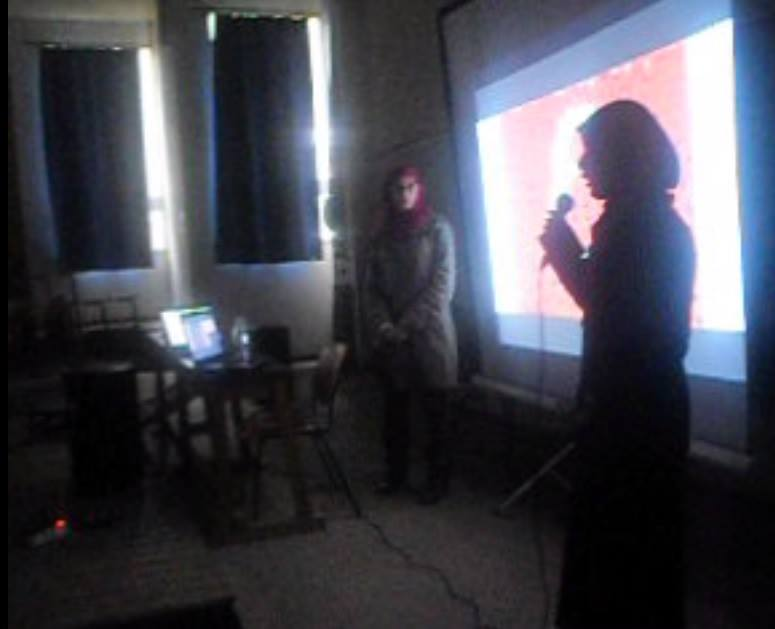
Conférence "La femme et son potentiel" animée par les membres du club Ensteins.